# Kashmir (гурт)
Kashmir (укр. Кашмір) — данський альтернативний рок-гурт, який був утворений у Копенгагені у 1991 році. До складу гурту входять Каспер Ейструп (вокал), Мадс Тунеб'єрґ (бас-гітара), Асґер Техау (барабани) і Генрік Лідстранд (клавішні).

## Історія
Навесні 1991 року Ейструп, Тунеб'єрґ і Техау заснували власний рок-гурт і назвали його Nirvana. Коли відомий однойменний рок-гурт став набувати популярність, вони перейменували себе на честь пісні американського рок-гурту Led Zeppelin Kashmir з альбому Physical Graffiti.
У 1993 році вони зайняли друге місце на фестивалі «DM i Rock» (після гурту Dizzy Mizz Lizzy), після чого згодом вони стали дуже популярними у Данії.
У 2000 році вони виграли 6 данських музичних премій (Danish Music Awards) за напрямками: найкращий данський гурт, найкращий данський альбом, найкращий данський пісняр, найкращий данський рок-альбом (за альбом The Good Life), найкращий данський продюсер і найкращий данський відеокліп.
У 2001 році до гурту приєднався Генрік Лідстранд, який грає на клавішних.
У 2004 році гурт виграв 4 данські музичні премії за такими напрямками: найкращий данський гурт, найкращий данський альбом (за альбом Zitilites), найкращий данський відеокліп і найкращий данський кавер.

## Дискографія

### Студійні альбоми
- Travelogue (1994)
- Cruzential (1996)
- The Good Life (1999)
- Home Dead (2001)
- Zitilites (2003)
- No Balance Palace (2005)
- Trespassers (2010)
- Katalogue (2011)
- E.A.R (2013)

### Міні-альбоми
- Travelogue: The Epilogue (1995)
- Stand EP (1997)
- Mom In Love, Daddy In Espace EP (1999)
- Graceland EP (1999)
- Home Dead (2001)
- Surfing The Warm Industry EP (2003)
- Rocket Brothers EP (2003)
- A Selection Of Two Lies EP (2003)
- The Cynic EP (2005)
- Extraordinaire EP (2010)

### DVD
- Rocket Brothers (2004)
- Aftermath (2005)